# The Circus Man
The Circus Man è un film muto del 1914 diretto da Oscar Apfel. Ambientato nel mondo del circo, aveva come interpreti Jode Mullally, Howard Hickman, Raymond Hatton, Theodore Roberts, Mabel Van Buren, Florence Dagmar, Hubert Whitehead.
La sceneggiatura di Cecil B. DeMille si basa su The Rose in the Ring, romanzo di George Barr McCutcheon pubblicato a New York nel 1910. Nel 1952, DeMille avrebbe diretto il kolossal Il più grande spettacolo del mondo, anche questo storia di un circo alle prese con grossi problemi finanziari. Tra i suoi molti personaggi, si ritrova quello del clown che cerca di sfuggire alla polizia, questa volta interpretato da James Stewart.

## Trama
Avendo bisogno di soldi, Frank Jenison spara al padre Richard, uccidendolo. Dell'omicidio viene incolpato David, il nipote preferito del vecchio Richard, che però riesce a fuggire, rifugiandosi in una piccola cittadina dove si trova accampato un circo. Alcuni membri della troupe lo riconoscono dalla foto segnaletica diffusa dalla polizia che offre cinquecento dollari di ricompensa per la sua cattura, ma la moglie del proprietario, la signora Braddock, lo prende in simpatia e gli offre di lavorare come pagliaccio. Suo marito, per non denunciarlo, pretende invece del denaro chiedendogli cinquecento dollari, la stessa somma della taglia. David diventa presto molto amico di Christine, la figlia dei Braddock, suscitando la gelosia di Ernie Cronk, un gobbo innamorato della ragazza che lo denuncia alla polizia. Gli agenti, avvisati che il ricercato comparirà in scena quel pomeriggio, si apprestano ad arrestarlo ma, sotto il trucco da clown, trovano invece Dick Cronk, il fratello di Ernie. Dopo avere così salvato David, Dick si reca a Jenison Hall, dove scopre l'identità del vero assassino. Nel frattempo, David è scappato di nuovo. I Braddock, che si sono opposti al suo matrimonio con Christine, si trovano in grosse difficoltà finanziarie. Quasi rovinato dagli imbrogli del colonnello Grand che non solo lo truffa ma cerca pure di incriminarlo per un crimine, Braddock ha tutte le intenzioni di uccidere Grand ma viene preceduto da Ernie, intervenuto in difesa di suo fratello Dick. Quest'ultimo, poi, farà scagionare David dall'accusa di omicidio, dopo la confessione in punto di morte di suo zio Frank.

## Produzione
Il film, prodotto dalla Jesse L. Lasky Feature Play Company, fu girato nel settembre 1914, usando come titolo di lavorazione quello di The Ringmaster.
Motion Picture News del 7 novembre 1914 riportava che "su un lotto libero adiacente agli studios della Jesse Lasky Feature Play Company, su Vine Street, a Hollywood, fu montato un grande tendone all'interno del quale furono girate le scene degli spettacoli del circo" che sarebbero poi servite per il montaggio. Alla fine delle riprese, tutta la compagnia posò per una foto davanti al tendone.

## Distribuzione
Il copyright del film, richiesto dalla Jesse L. Lasky Feature Play Co., fu registrato il 31 ottobre 1914 con il numero LU3631.

Distribuito dalla Paramount Pictures, il film uscì nelle sale statunitensi il 19 novembre 1914, presentato in prima allo Strand Theatre di New York.

### Conservazione
Copie complete della pellicola (nitrato positivo e acetato negativo) sono conservate negli archivi della Library of Congress di Washington.